# Горбатенко Сергій Олександрович
Сергій Олександрович Горбатенко — український журналіст. Кавалер ордена «За заслуги» III ступеня (2022).

## Життєпис
Закінчив філологічний факультет Донбаського державного педагогічного університету (Слов'янськ).
Працював журналістом у Громадському телебаченні Донбасу, регіональним представником Уповноваженого Верховної Ради України з прав людини у Донецькій області, редактором на телеканалах «ТОР» і «С+» (Слов'янськ), від 2015 — позаштатний кореспондент «Радіо Свобода» з 1 лютого 2015 року, автор матеріалів для «Радіо Донбас.Реалії».

## Нагороди та відзнаки
- орден «За заслуги» III ступеня (6 червня 2022) — за вагомий особистий внесок у розвиток вітчизняної журналістики та інформаційної сфери, мужність і самовідданість, виявлені під час висвітлення подій повномасштабного вторгнення Російської Федерації на територію України, багаторічну сумлінну працю та високу професійну майстерність[1].